# Garzaia della tenuta "Civrana"
Garzaia della tenuta "Civrana" este o arie protejată (arie de protecție specială avifaunistică — SPA) din Italia întinsă pe o suprafață de 24 ha, integral pe uscat.

## Localizare
Centrul sitului Garzaia della tenuta "Civrana" este situat la coordonatele 45°10′38″N 12°03′18″E / 45.177276°N 12.055012°E.

## Înființare
Situl Garzaia della tenuta "Civrana" a fost declarat arie de protecție specială avifaunistică în februarie 2005 pentru a proteja 26 de specii de animale.

## Biodiversitate
Situată în ecoregiunea continentală, aria protejată conține 1 habitat natural: Lacuri eutrofice naturale cu vegetație de tip Magnopotamion sau Hydrocharition.
La baza desemnării sitului se află mai multe specii protejate de  păsări (26): lăcar mare (Acrocephalus arundinaceus), lăcar-de-lac (Acrocephalus scirpaceus), rață mare (Anas platyrhynchos), stârc cenușiu (Ardea cinerea), stârc roșu (Ardea purpurea), bătăuș (Calidris pugnax), Cettia cetti, barză albă (Ciconia ciconia), cioară neagră (Corvus corone), cuc (Cuculus canorus), egretă mică (Egretta garzetta), lișiță (Fulica atra), becațină comună (Gallinago gallinago), găinușă de baltă (Gallinula chloropus), privighetoare (Luscinia megarhynchos), stârc de noapte (Nycticorax nycticorax), dropie (Otis tarda), pițigoi de stuf (Panurus biarmicus), coțofană (Pica pica), lopătar (Platalea leucorodia), țigănuș (Plegadis falcinellus), pițigoi-pungar (Remiz pendulinus), rață cârâitoare (Spatula querquedula), fluierar de mlaștină (Tringa glareola), fluierar cu picioare verzi (Tringa nebularia), fluierarul cu picioare roșii (Tringa totanus)